# Street Spirit (Fade Out)
«Street Spirit (Fade Out)» es un sencillo de Radiohead publicado en 1996, así como la canción final del álbum The Bends, de (1995). Este sencillo fue aclamado por la calidad de sus caras B. "Talk Show Host" alcanzó la fama al aparecer en la película Romeo + Juliet (1996), mientras que "Street Spirit" se ha convertido en un fijo en los conciertos del grupo. El vocalista Thom Yorke dijo que la letra de la canción está inspirada en la novela El camino hambriento del escritor nigeriano Ben Okri (1991), y que su música está inspirada en el grupo R.E.M. "Street Spirit" se convirtió en la primera canción de la banda en alcanzar el top 5 en el Reino Unido, y es uno de los mayores éxitos de Radiohead en este país. Varios grupos musicales han hecho versiones de esta canción, destacando la versión en género metal sinfónico, por la banda holandesa/mexicana Stream of Passion.

## Interpretación
Radiohead atribuye a la canción un alto grado de profundidad, más allá del percibido normalmente por la audiencia. Thom Yorke, refiriéndose a ella, expresó: 

"Street Spirit es nuestra canción más pura, pero yo no la escribí... se escribió ella misma. Nosotros solo fuimos sus mensajeros, sus catalizadores biológicos. Su núcleo es un gran misterio para mí y... (pausa) ¿sabes?, yo nunca trataría de escribir algo tan desesperanzador. Nuestras canciones más tristes tienen en algún lugar al menos un tenue asomo de resolución. Street Spirit no tiene resolución, es el túnel oscuro sin luz al final. Representa toda emoción trágica que sea tan nociva que sólo el sonido de la melodía puede definirla. Todos tenemos una forma de tratar con esa canción. Se llama desapego. Especialmente para mí. Yo aparto mi radar emocional de esa canción, si no, no podría tocarla... me quebraría. Me desmoronaría en el escenario. Por eso la letra es solo un montón de mini historias o imágenes visuales, en lugar de una explicación cohesiva de su significado. Puse imágenes en la música pensando que transportarían el todo emocional de la letra y la música funcionando juntas. Eso es lo que quise decir con "all these things are one to swallow whole", me refería a la totalidad emocional, porque yo no la tenía en mí para articular la emoción... (pausa) me quebraría. Nuestros fans son mucho más valientes que yo al dejar que esa canción los penetre, o tal vez no se den cuenta de lo que están escuchando. No se dan cuenta de que Street Spirit habla de mirar al jodido diablo directamente a los ojos y saber que, sin importar lo que hagas, él va a reír el último... y es real, y es verdad. El diablo realmente va a reír el último en todos los casos sin excepción, y si me permito pensar demasiado en ello podría quebrarme. No creo que tengamos fans que puedan manejar emocionalmente la canción, por eso estoy convencido de que no saben de qué se trata. Por eso la tocamos hacia el final de nuestros conciertos; me drena, y me sacude, y me duele como la mierda cada vez que la toco, mirando a miles de personas aclamando y sonriendo, inconscientes de la tragedia de su significado, como cuando vas a sacrificar a tu perro y él va meneando la cola en el camino. A eso se parecen todos ellos, y me rompe el corazón. Ojalá esa canción no nos hubiera elegido como sus catalizadores, pero es así y no me hago cargo. Pide demasiado. (pausa muy larga). Yo no escribí esa canción".
Thom Yorke

## Vídeo musical
El vídeo musical de "Street Spirit" se estrenó en febrero de 1996 y fue dirigido por Jonathan Glazer, quien dijo: "Este es definitivamente un punto de inflexión en mi trabajo. Cuando acabé el trabajo sabía que, a causa de que ellos habían encontrado sus dotes como artistas, en ese punto, me sentí más cercano a mí mismo como nunca lo había estado, y estaba seguro de que podía hacer cosas que emocionaran, que tuvieran algo así como un valor poético además de prosaico. Para mí ese fue el momento clave". Glazer dirigió posteriormente el vídeo de "Karma Police".
El vídeo, grabado totalmente en blanco y negro, no es un relato. Presenta escenas diferentes sin conexión que oscilan entre lo caprichoso a lo complejo, incluyendo algunas divertidas y edificantes. Varias escenas de este vídeo fueron filmadas usando diferentes frecuencias de marco, haciendo que varios objetos se moviesen a diferentes velocidades en la misma escena. Una cámara especial de alta velocidad, empleada normalmente para propósitos científicos, se usó en este caso para los efectos muy lentos. La edición e iluminación general del vídeo proponen un ambiente sombrío y acentúan la letra de la canción.

## Lista de canciones
- CD 1

1. «Street Spirit (Fade Out)» – [4:13]
2. «Talk Show Host» – [4:14]
3. «Bishop's Robes» – [3:25]

- CD 2

1. «Street Spirit (Fade Out)» – [4:13]
2. «Banana Co.» – [2:20]
3. «Molasses» – [2:26]

- Australia

1. «Street Spirit (Fade Out)» - [4:14]
2. «Bishop's Robes» - [3:25]
3. «Talk Show Host» - [4:40]
4. «Molasses» - [2:26]

- Datos: Q2016065